# Cercidiphyllum magnificum
Cercidiphyllum magnificum (“velikolisna katsura”), vrsta listopadnog drveta, jednoga od dva u rodu Cercidiphyllum. Vrsta je autohtona u Japanu na otoku Honshu.

## Opis
Prvi puta vrsta je opisana kao podvrsta japanskog judinog drveta. To je malo stablo, vrlo rijetko naraste do 20 m × 40 cm promjera), vrlo slično C. japonicum i ponekad ga je teško razlikovati, obično se od njega razlikuje na sljedeće načine. Kora je glađa, postaje ispucala samo kod vrlo starih stabala; obično samo s jednim deblom u uzgoju, iako često s više stabljika u divljini. Listovi dugih izdanaka obično su nešto veći, do 11 cm dugi, češće su srcasti pri dnu. Sjemenke često imaju krilce na vrhu kao i na bazi. (Boufford & Ohba 2006; Crane & DuVal 2013; Kubo & Sakio 2020; Bean 1976; Ohwi 1965).

## Sinonimi
- Cercidiphyllum japonicum var. magnificum Nakai; Bot. Mag. (Tokyo) 33: 198 (1919)